# Sound of...
Sound of… è un premio promosso dalla BBC volto a segnalare le figure emergenti del panorama musicale. Il premio è attribuito annualmente tramite una votazione a cui partecipano critici musicali e altre figure del settore. La prima edizione è stata effettuata nel 2003 sul sito della BBC News. Ogni anno nel mese di dicembre viene pubblicata una lista con i quindici nomi degli artisti o gruppi segnalati.

## Storia
L'idea nasce nel 2002 quando il cantante canadese Custom pubblica il suo primo album che non ebbe molto successo. Questo disco fu l'ispirazione per la creazione del sondaggio Sound of... che vede la sua prima apparizione nel 2003. Il progetto è stato coordinato dal reporter Ian Youngs che nel 2002 previde il successo nell'anno successivo di Custom. Insieme a lui erano candidati anche Lostprophets, Ms Dynamite, Minuteman, The Hives, The Coral, The Music, POD, Peppercorn, Five for Fighting e The Best of the Rest. Visto il riscontro negativo Youngs decise di chiedere ad altre persone per l'anno successivo.
Alla fine di ogni anno vengono intervistati degli esperti musicali (critici, produttori ed editori) su chi ha le possibilità di avere successo l'anno successivo. Il numero di intervistati è passato da 40 del 2003 a 160 del 2011. Fino al 2009 solo i primi dieci classificati vengono annunciati, mentre dall'anno successivo i primi quindici: dal primo al quinto in ordine di classifica, i restanti no.

## Regolamento
Secondo quanto riportato per l'edizione 2011 i criteri dati a chi deve scegliere i candidati sono:
- non bisogna essere parenti o collaboratori a livello commerciale;
- può essere un qualsiasi artista musicale (gruppo o solista);
- non deve essere entrato nella top 20 del Regno Unito entro il 20 novembre;
- non deve essere già famoso (esempio membro di una band) o aver partecipato ad un talent show.

## Edizioni e vincitori

### 2003–09
| Anno | Vincitore          | Secondo                  | Terzo                  | Quarto            | Quinto        | Sesto           | Settimo                       | Ottavo            | Nono        | Decimo            |
| ---- | ------------------ | ------------------------ | ---------------------- | ----------------- | ------------- | --------------- | ----------------------------- | ----------------- | ----------- | ----------------- |
| 2003 | 50 Cent            | Electric Six             | Yeah Yeah Yeahs        | The Thrills       | Dizzee Rascal | Interpol        | Audio Bullys                  | Mario             | The Datsuns | Sean Paul         |
| 2004 | Keane              | Franz Ferdinand          | Wiley                  | Razorlight        | Joss Stone    | McFly           | Scissor Sisters               | The Ordinary Boys | Tali        | Gemma Fox         |
| 2005 | The Bravery        | Bloc Party               | Kano                   | The Game          | Kaiser Chiefs | KT Tunstall     | The Dead 60s                  | The Dears         | Tom Vek     | The Magic Numbers |
| 2006 | Corinne Bailey Rae | Clap Your Hands Say Yeah | The Feeling            | Plan B            | Guillemots    | Sway            | Chris Brown                   | Marcos Hernandez  | Kubb        | The Automatic     |
| 2007 | Mika               | The Twang                | Klaxons                | Sadie Ama         | Enter Shikari | Air Traffic     | Cold War Kids                 | Just Jack         | Ghosts      | The Rumble Strips |
| 2008 | Adele              | Duffy                    | The Ting Tings         | Glasvegas         | Foals         | Vampire Weekend | Joe Lean & the Jing Jang Jong | Black Kids        | MGMT        | Santigold         |
| 2009 | Little Boots       | White Lies               | Florence + the Machine | Empire of the Sun | La Roux       | Lady Gaga       | V V Brown                     | Kid Cudi          | Passion Pit | Dan Black         |

### 2010–18
| Anno | Vincitore        | Secondo                 | Terzo         | Quarto      | Quinto           | Altre candidature |
| ---- | ---------------- | ----------------------- | ------------- | ----------- | ---------------- | --- |
| 2010 | Ellie Goulding   | Marina and the Diamonds | Delphic       | Hurts       | The Drums        | Daisy Dares You, Devlin, Everything Everything, Giggs, Gold Panda, Joy Orbison, Owl City, Rox, Stornoway, Two Door Cinema Club      |
| 2011 | Jessie J         | James Blake             | The Vaccines  | Jamie Woon  | Clare Maguire    | Anna Calvi, Daley, Esben and the Witch, Jai Paul, Mona, Nero, The Naked and Famous, Warpaint, Wretch 32, Yuck                       |
| 2012 | Michael Kiwanuka | Frank Ocean             | Azealia Banks | Skrillex    | Niki & The Dove  | ASAP Rocky, Dot Rotten, Dry the River, Flux Pavilion, Friends, Jamie N Commons, Lianne La Havas, Ren Harvieu, Spector, Stooshe      |
| 2013 | Haim             | AlunaGeorge             | Angel Haze    | Laura Mvula | Chvrches         | A*M*E, Arlissa, King Krule, Kodaline, Little Green Cars, Palma Violets, Peace, Savages, The Weeknd, Tom Odell                       |
| 2014 | Sam Smith        | Ella Eyre               | Banks         | Sampha      | George Ezra      | Chance The Rapper, Chlöe Howl, FKA twigs, Jungle, Kelela, Luke Sital-Singh, MNEK, Nick Mulvey, Royal Blood, Say Lou Lou             |
| 2015 | Years & Years    | James Bay               | Stormzy       | Raury       | George the Poet  | Kwabs, Låpsley, Novelist, Rae Morris, Shamir, Shura, Slaves, SOAK, Sunset Sons, Wolf Alice                                          |
| 2016 | Jack Garratt     | Alessia Cara            | Nao           | Blossoms    | Mura Masa, WSTRN | Billie Marten, Dua Lipa, Frances, Izzy Bizu, J Hus, Loyle Carner, Mabel, Rat Boy, Section Boyz                                      |
| 2017 | Ray BLK          | Rag'n'Bone Man          | Raye          | Jorja Smith | Nadia Rose       | AJ Tracey, Anderson .Paak, Cabbage, Dave, Declan McKenna, Maggie Rogers, Stefflon Don, The Amazons, The Japanese House, Tom Grennan |
| 2018 | Sigrid           | Rex Orange County       | IAMDDB        | Khalid      | Pale Waves       | ALMA, Billie Eilish, Jade Bird, Lewis Capaldi, Nilüfer Yanya, Not3s, Sam Fender, Superorganism, Tom Walker, Yaeji, Yxng Bane        |
| 2019 | Octavian         |                         |               |             |                  | |
| 2020 | Celeste Waite    |                         |               |             | Inhaler          | |

## Accoglienza
Il sondaggio è stato criticato in quanto sarebbe una profezia che si autoadempie come afferma il critico Kitty Empire per il The Guardian nel dicembre del 2007: "come in un freddo clima per la lista del Premio Mercury, il Sound of 2008 genera molto brusio e mormorio".